# Eric Weddle
Eric Steven Weddle (Fontana, 4 gennaio 1985) è un ex giocatore di football americano statunitense che milita nel ruolo di free safety per i Los Angeles Rams della National Football League (NFL). Fu scelto nel corso del secondo giro (37º assoluto) del Draft NFL 2007 dai San Diego Chargers. Al college giocò a football per Utah. Weddle inoltre giocò per i Baltimore Ravens dal 2016 al 2018. È stato convocato al Pro Bowl sei volte e nominato cinque volte come All-Pro.

## Carriera

### San Diego Chargers
Weddle mise a segno il suo primo intercetto nella NFL il 28 ottobre 2007 contro gli Houston Texans al Qualcomm Stadium. Weddle giocò spesso nella sua stagione da rookie nel ruolo di dime safety e terminò l'annata con 48 tackle totali, un sack, un intercetto e 6 passaggi deviati in una delle linee secondarie più talentuose della lega.
All'inizio della stagione 2008, Weddle fu nominato ufficialmente free safety titolare a fianco di Clinton Hart che nella pre-stagione aveva firmato un ingaggio a lungo termine per giocare come strong safety. Il 22 settembre, Weddle fece registrare il primo intercetto della stagione contro i New York Jets nella settimana 3 durante il Monday Night Football ai danni del quarterback Brett Favre. Egli terminò la stagione con 127 tackle, 1 sack e 1 intercetto.
Nella stagione 2011, Weddle guidò la NFL in intercetti con 7, fu convocato per il suo primo Pro Bowl ed inserito nella formazione ideale della stagione All-Pro. I Chargers lo premiarono anche come miglior difensore della loro annata.
Nel gennaio 2013 Eric fu inserito nel Second-team All-Pro dall'Associated Press mentre The Sporting News lo inserì nel First-team.
Nel 2013, Weddle mise a segno 115 tackle, 1 sack e 2 intercetti, venendo premiato con la quarta convocazione al Pro Bowl consecutiva e inserito nel Second-team All-Pro. Fu inoltre votato al 92º posto nella NFL Top 100.
Il primo intercetto del 2014, Weddle lo fece registrare nella settimana 4 su Blake Bortles dei Jacksonville Jaguars. A fine stagione fu convocato per il terzo Pro Bowl in carriera e inserito nel First-team All-Pro. Nella NFL Top 100 si classificò all'86º posto

### Baltimore Ravens
Il 14 marzo 2016, Weddle firmò un contratto quadriennale del valore di 26 milioni di dollari con i Baltimore Ravens. Nella prima stagione nel Maryland mise a segno 89 tackle, 4 intercetti e un record in carriera di 13 passaggi deviati, venendo convocato per il suo quarto Pro Bowl al posto di Devin McCourty impegnato nel Super Bowl LI.
Nella settimana 13 della stagione 2017, Weddle mise a segno un sack su Matthew Stafford forzando un fumble che portò a un touchdown dei Ravens e poi ritornò un intercetto per 45 yard sulla riserva Jake Rudock, sigillando la vittoria per 44-20 sui Detroit Lions. Per questa prestazione fu premiato come difensore della AFC della settimana  A fine stagione fu convocato per il suo quinto Pro Bowl.
Nel 2018, Weddle giocò tutte le sedici partite della stagione regolare come free safety titolare, mettendo a segno 68 placcaggi totali (54 solitari e 14 assistiti), un sack e tre passaggi deviati. A fine stagione fu convocato per il suo sesto Pro Bowl, il terzo consecutivo.
Il 5 marzo 2019 Weddle fu svincolato dai Ravens.

### Los Angeles Rams
L'8 marzo 2019, Weddle firmò un contratto biennale con i Los Angeles Rams. Il 6 febbraio 2020 annunciò il ritiro dopo 13 stagioni.
Il 12 gennaio 2022, dopo che fu annunciato che la safety dei Rams Jordan Fuller avrebbe perso i playoff 2021 per un infortunio alla caviglia e la safety Taylor Rapp aveva subito una commozione cerebrale, Weddle tornò dal ritiro e firmò con la squadra di allenamento di Los Angeles. Fu promosso nel roster attivo durante i playoff e guidò i Rams con 9 tackle nella vittoriosa finale della NFC contro i San Francisco 49ers, qualificandosi per il Super Bowl LVI. Il 13 febbraio 2022 nella finalissima vinta contro i Cincinnati Bengals 23-20 mise a segno 5 tackle e conquistò il suo primo titolo.

## Palmarès

### Franchigia
- Super Bowl : 1

Los Angeles Rams: LVI
- National Football Conference Championship: 1

Los Angeles Rams: 2021

### Individuale
- Convocazioni al Pro Bowl: 6

2011, 2013, 2014, 2016, 2017, 2018
- All-Pro: 5

2010, 2011, 2012, 2013, 2014
- Leader della NFL in intercetti: 1

2011
- Formazione ideale della NFL degli anni 2010